# Lac du Pé d'Estibère
Le lac du Pé d'Estibère ou du Cascaret est un lac pyrénéen français situé administrativement dans la commune de Vielle-Aure dans le département des Hautes-Pyrénées en région  Occitanie.
C’est un lac naturel qui a une superficie de 0,8 ha pour une altitude de 2 100 m, il atteint une profondeur de 5 m

## Toponymie
En occitan, estibere de estibe signifie « estive, pâturage d'été en hauteur ».

## Géographie
Le lac est situé en vallée de Port Bielh Bastan, en vallée d'Aure, dans la réserve du Néouvielle dans le sud du département français des Hautes-Pyrénées dans le massif du Néouvielle.

Il est entouré de nombreux lacs comme le lac d'Aubert (2 148 m), le lac d'Aumar (2 192 m), le lac de l'Ile (2 278 m), le lac de l'Ours (2 238 m), le lac de l'Oule (1 819 m).

### Topographie
|                         | Laquet des Guits (2 257 m) |                         |
| Lac d'Anglade (2 175 m) | lac du Pé d'Estibère       | Lac de l'Oule (1 819 m) |
| Pic d'Anglade (2 511 m) | Soum de Monpelat (2 475 m) |                         |

### Hydrologie
Le lac a pour émissaire le ruisseau d'Estibère.

## Protection environnementale
Le lac fait partie d'une zone naturelle protégée, classée ZNIEFF de type 1 : Réserve du Néouvielle et vallons de Port-Bielh et du Bastan.

## Voies d'accès
Le lac est accessible depuis le parking du lac d'Aumar par le sentier de grande randonnée GR 10 en direction du col d'Aumar.